# Duarte Pinto Coelho
Duarte Maria Egas de Avilez Pinto Coelho ComSE (Cascais, Cascais, 4 de Fevereiro de 1923 - 4 de Julho de 2010), foi um decorador português.

## Biografia
Duarte Pinto Coelho iniciou os seus estudos em Direito em Portugal com a intenção de enveredar por uma carreira diplomática. Em meados da década de 1940, vai para Paris juntar-se ao seu amigo António Carvalho da Silva e rapidamente se envolve na vida frenética da cidade-luz no pós Segunda Guerra Mundial. Em 1955, troca Paris por Madrid, onde vai também encontrar um cenário de reconstrução, neste caso no pós Guerra Civil. Em Madrid, Pinto Coelho começa por abrir uma loja de antiguidades, mas rapidamente se transforma num decorador de nomeada. Ao longo da sua vida conviveu com algumas personalidades famosas da época como Coco Chanel, Elsa Schiaparelli, Salvador Dalí, Truman Capote, Maria Callas, Amália Rodrigues e Henry Kissinger.
A 31 de Maio de 1973 foi feito Comendador da Ordem Militar de Sant'Iago da Espada.